# Troyes
Troyes (wymowaⓘ, [tʁwa]) – miasto i gmina we Francji, położone nad Sekwaną, w regionie Grand Est, w departamencie Aube, w okręgu (arondissement) Troyes. Miasto było historyczną stolicą Szampanii.
W 2009 roku gminę zamieszkiwało 62 812 osób a zespół miejski liczył 126 000 mieszkańców.
Zachowane domy o konstrukcji szachulcowej nadają staremu miastu specyficzny charakter. Posiada ono wiele ciekawych atrakcji turystycznych z XVI–XVIII w.
Kilkanaście kilometrów w kierunku wschodnim znajduje się Lac d’Orient, sztuczne jezioro z możliwością uprawiania sportów wodnych, w szczególności żeglarstwa oraz wędkarstwa z kempingiem 300 metrów od piaszczystej plaży.

## Historia
W czasach rzymskich miasto, zwane wówczas Augustoboną, zamieszkiwane było przez galijskie plemię Trykassów (Tricasses), od których wywodzi się jego obecna nazwa. W III wieku n.e. schrystianizowane, w V wieku stanęło w obliczu najazdu Hunów, przed którym uchronić miał je święty Lupus. W 889 roku miasto splądrowane zostało przez Normanów, a wkrótce znalazło się we władaniu hrabiów Szampanii. Dzięki ustanowionym przez nich jarmarkom Troyes stało się ważnym ośrodkiem handlu europejskiego. W 1524 roku miasto nawiedził wielki pożar, w wyniku którego spłonęło ponad tysiąc budynków. W okresie reformacji wielu mieszkańców Troyes przeszło na kalwinizm. W 1572 roku w mieście doszło do rzezi protestantów, a po wydaniu w 1682 roku przez Ludwika XIV edyktu z Fontainebleau społeczność protestancka opuściła Troyes. Wydarzenie to, podobnie jak nieprzerwanie trwające w mieście niepokoje i rosnące podatki spowodowały, że miasto utraciło na znaczeniu. Ponowny rozwój nastąpił dopiero w XIX wieku.

## Zabytki
- odrestaurowane Stare Miasto z domami z wieków XVI–XVIII
- gotyckie i renesansowe kościoły:
  - Katedra św. św. Piotra i Pawła (XIII–XVII wiek) ze skarbcem i witrażami datowanymi na XIII–XVI wiek
  - Dawny kościół zakonny św. Urbana, ufundowany przez papieża Urbana IV, obecnie bazylika św. Urbana I (XIII–XIX wiek)[6]
  - kościół św. Jana (XIV–XVII wiek)
  - kościół św. Magdaleny (XII–XVI wiek) z lektorium w stylu flamboyant (1508–1516)
  - kościół renesansowy Saint-Martin-des-Vignes (1589–1610)
  - kościół Saint-Rémy (XIV–XVI wiek)
  - kościół Saint-Pantaléon (XVI wiek) z barokową fasadą
- Muzeum Sztuki Współczesnej w Pałacu Biskupim (XVI–XVIII wiek)
- Muzeum Saint-Loup (sztuki piękne, archeologia, historia naturalna) w opactwie Saint-Loup (XVII/XVIII wiek)
- apteka l’Hôtel Dieu-le-Comte (muzeum farmacji), XVIII wiek
- Musée de Vauluisant w Hôtel de Vauluisant (XVI wiek)
- Maison de l’outil et de la Pensée Ouvrière w Hôtel de Mauroy (XVI wiek) – największa na świecie kolekcja narzędzi z VII i VIII w.

## Przemysł
Znajduje się tu siedziba produkcyjna przedsiębiorstwa odzieżowego Lacoste.

## Edukacja
W mieście swoją siedzibę ma Université de technologie de Troyes.

## Transport
W mieście znajduje się stacja kolejowa, zlokalizowana na linii kolejowej Paryż – Miluza. Połączenia kolejowe obsługiwane są przez pociągi Intercités oraz TER Champagne-Ardenne. Nieopodal miasta znajduje się lotnisko Troyes-Barberey.

## Współpraca
Miejscowości partnerskie:
- Alkmaar, Holandia
- Chesterfield, Wielka Brytania
- Darmstadt, Niemcy
- Tournai, Belgia
- Zielona Góra, Polska[7]

## Związani z miastem
W Troyes urodzili się m.in.:
- Raszi (1040–1105), interpretator Biblii i Talmudu,
- Hugues de Payns (1080–1136), założyciel zakonu templariuszy,
- Urban IV (1195–1264), papież w latach 1261–1264
- Pierre Pithou (1539–1596), prawnik i uczony,
- Pierre Mignard (1610–1695), malarz,
- François Girardon (1628–1715), rzeźbiarz,
- Édouard Herriot (1872–1957), radykał, polityk Trzeciej Republiki, który trzykrotnie był premierem,
- Damien Perquis (ur. 1984), polsko-francuski piłkarz,
- Małgorzata Bourgeoys (1620–1700), kanadyjska święta,
- Robert z Molesme (1028–1111), założyciel zakonu cystersów.

## Galeria

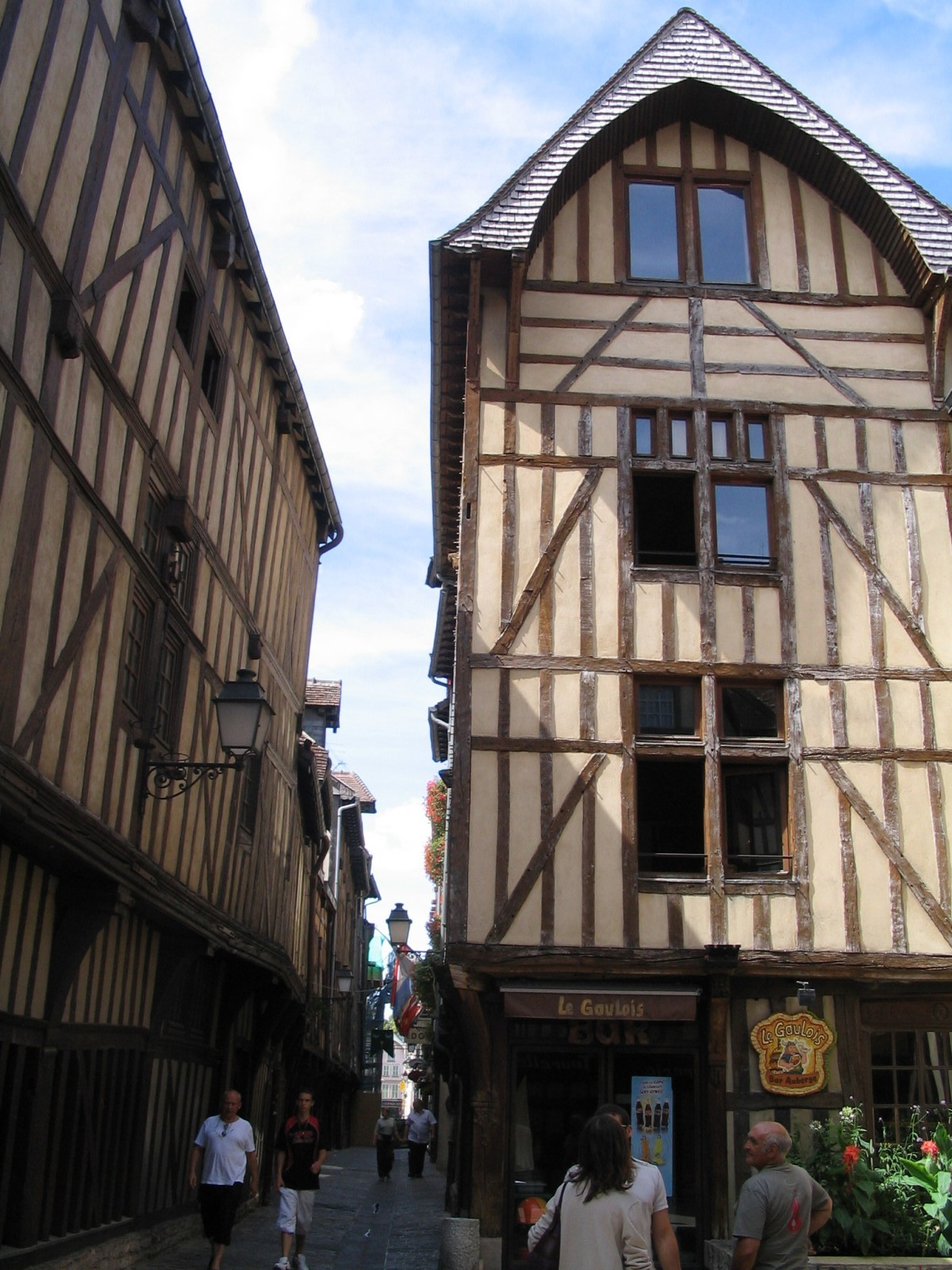
Drewniane domy szachulcowe w centrum miasta, 2006
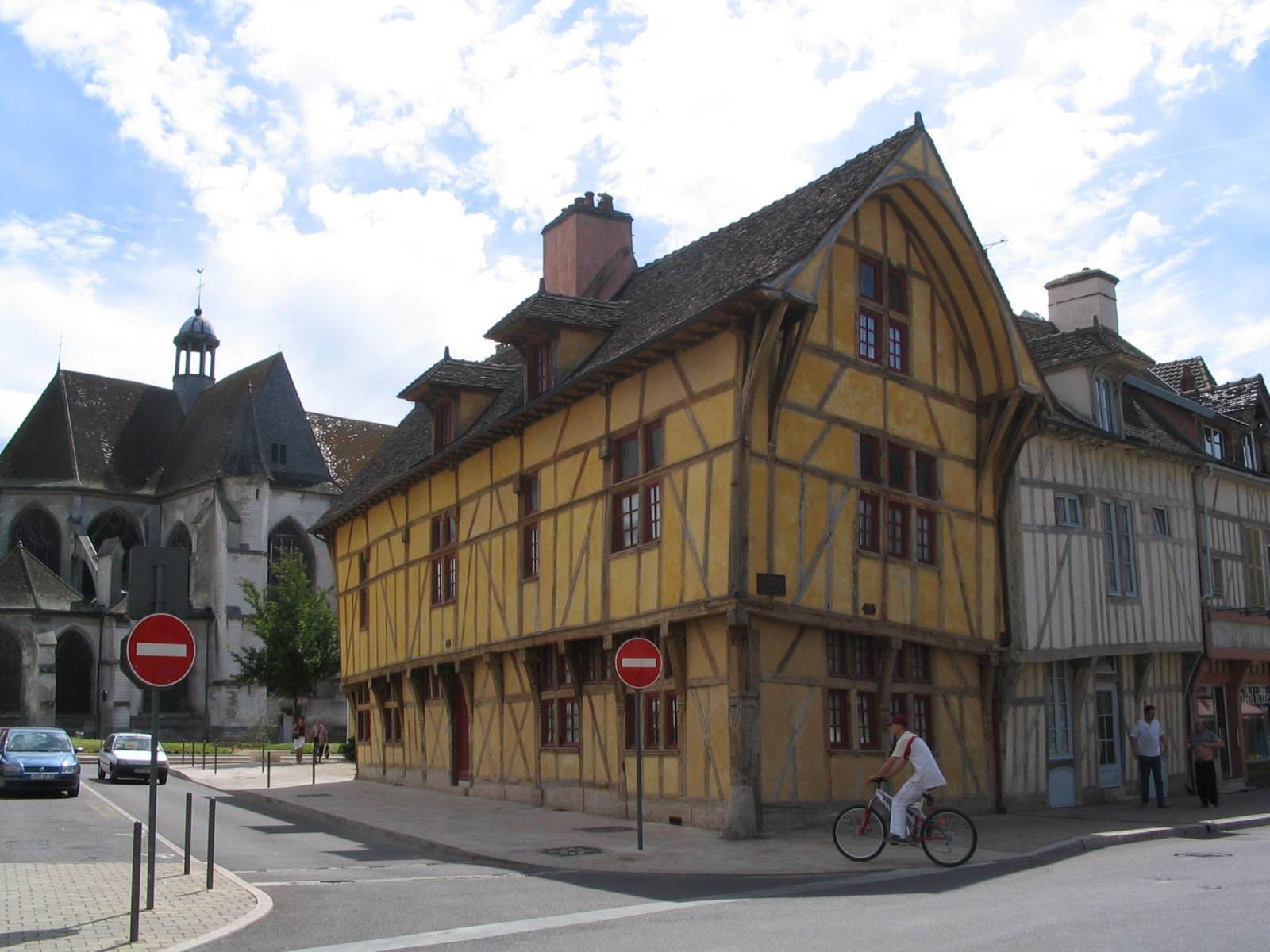
Drewniana starówka, 2006
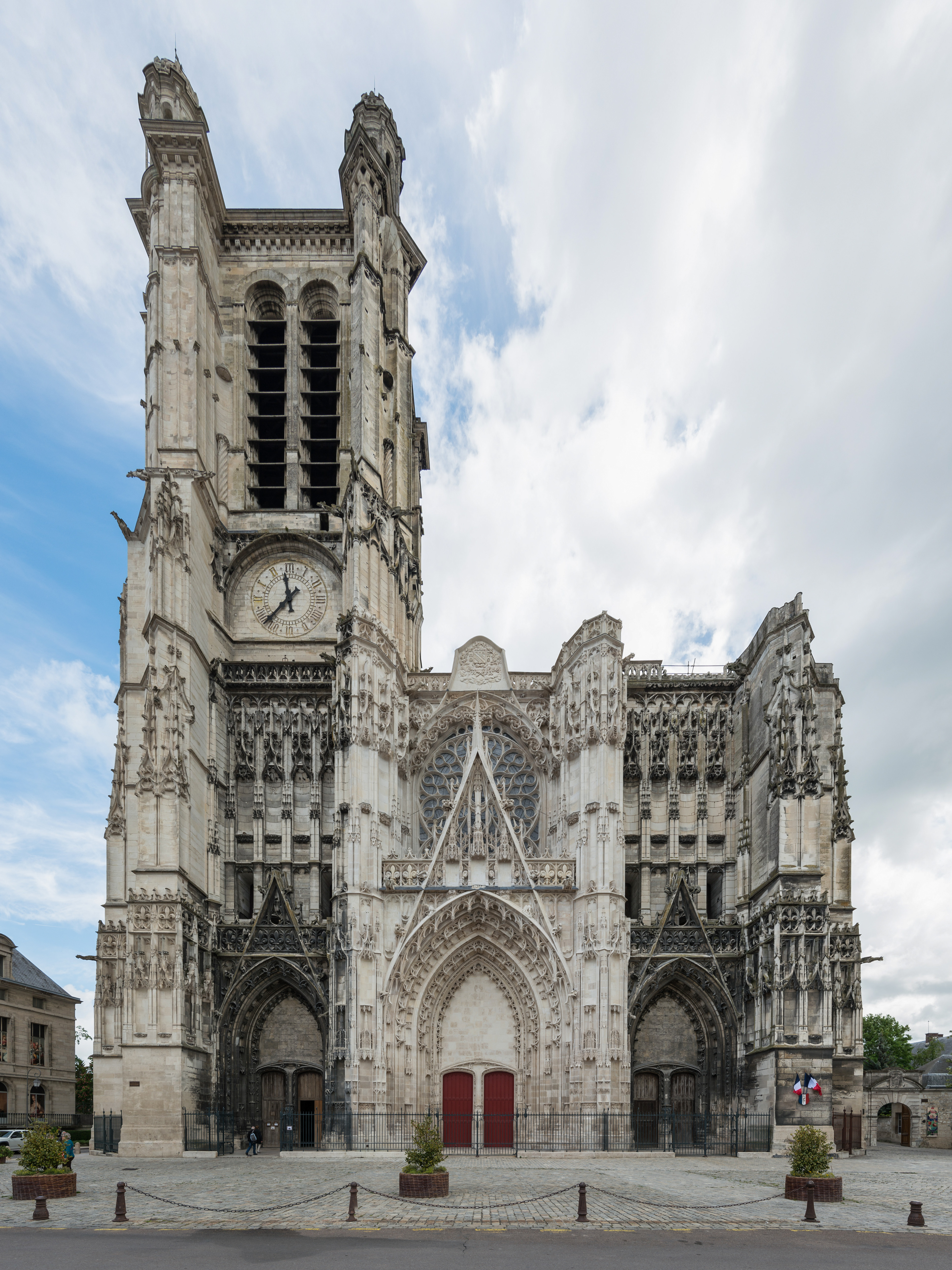
Katedra św. Piotra i Pawła, 2014
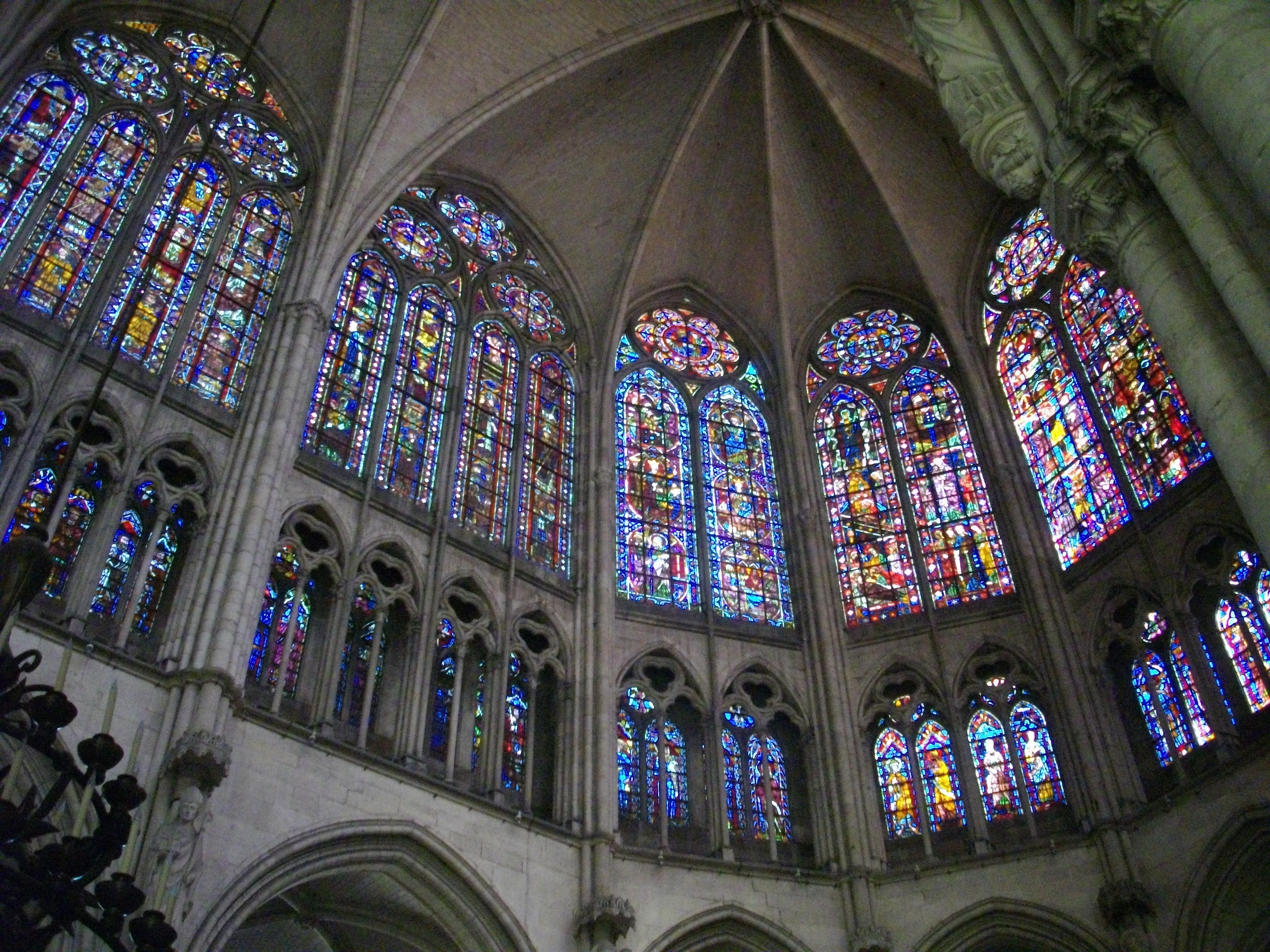
Witraże w katedrze św. Piotra i Pawła, 2021
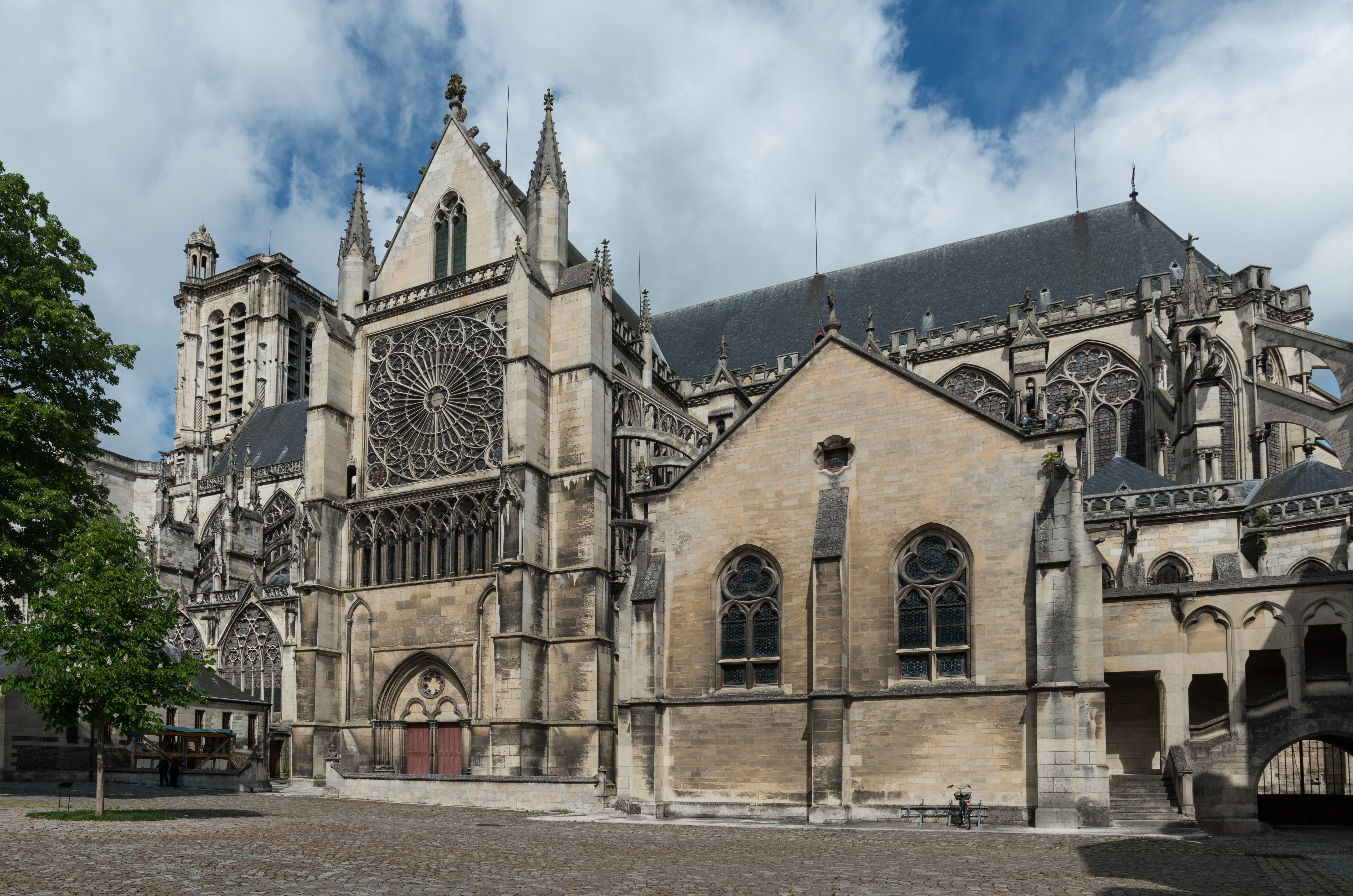
Katedra św. Piotra i Pawła, ściana południowa, 2014
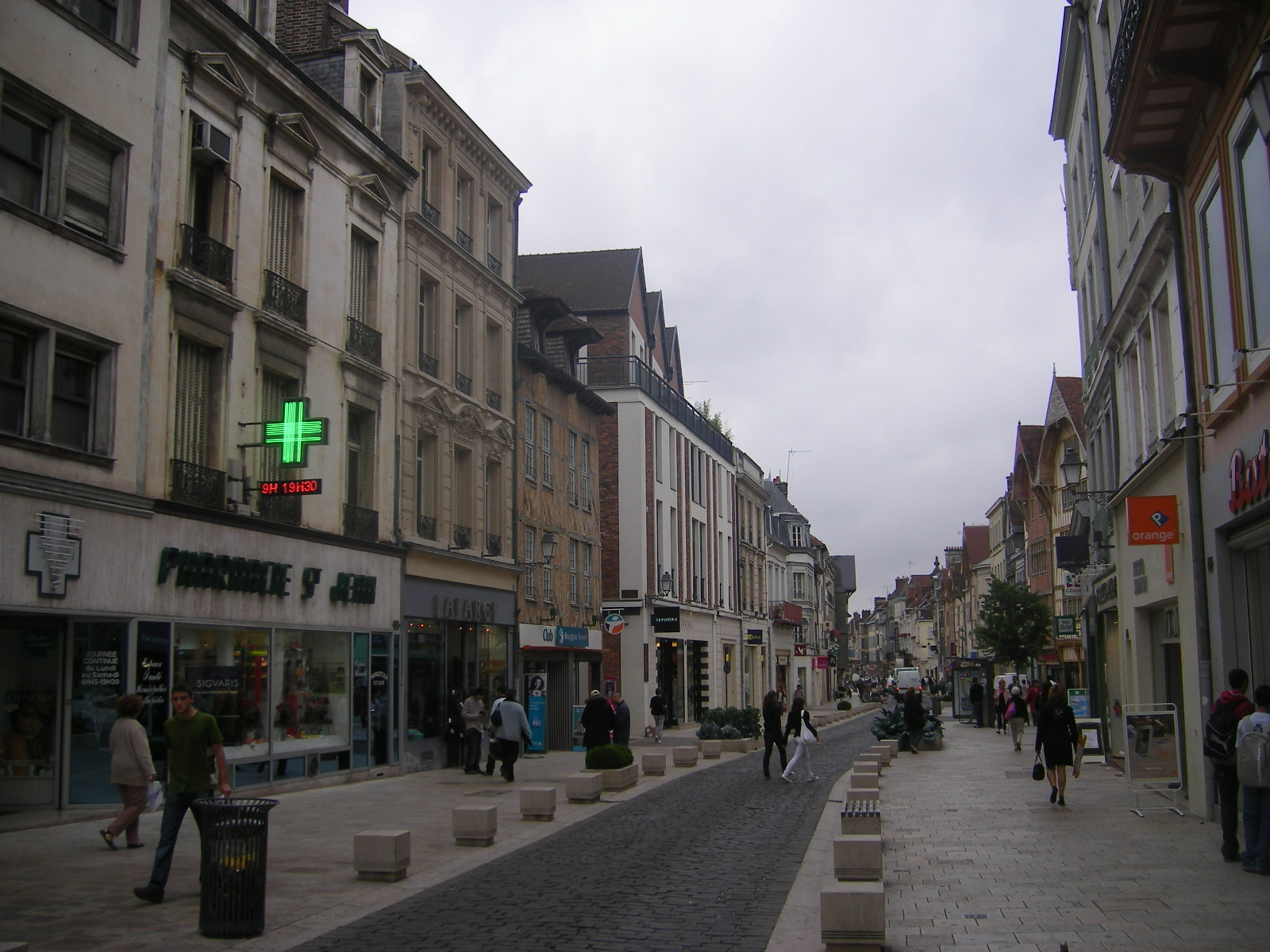
Ulica Emila Zoli, 2007